# Club Paradise
Club Paradise ist eine US-amerikanische Filmkomödie des Regisseurs Harold Ramis aus dem Jahr 1986 nach einer Erzählung von Tom Leopold, Chris Miller, Ed Roboto und David Standish. Deutschland-Premiere war am 5. Februar 1987.

## Handlung
Jack Moniker von der Feuerwehr in Chicago ist durch einen Unfall arbeitsunfähig. Mit dem Geld aus der Versicherung will er in die Karibik und dort das Leben genießen. Er entscheidet sich für den karibischen Staat Saint Nicholas. Er kauft sich ein kleines Grundstück und lebt von nun an mit anderen Zivilisationsmüden wie dem Politiker Anthony Cloyden Hayes auf der Insel.
Weil Jacks Freund Ernest seine Miete für sein Strandhaus nicht zahlen kann, ist er von der Zwangsräumung bedroht. Jack hilft ihm finanziell und wird Partner im Club Paradise. Mit diversen Tricks, wie z. B. einer „Fischlinse“, die Räume auf Fotos größer wirken lässt, versuchen sie mit Hilfe von Phillipa, auf die Jack ein Auge geworfen hat, eine Art Club Med aufzumachen. Der Erfolg stellt sich bald ein, der Club wird von Touristen gut besucht, auch solche, die sich mehr auf das karibische Lebensgefühl, sprich Sex und Dope, eingerichtet haben.
Der Grundstücksspekulant Voit Zerbe will, dass Jack und Ernest ihr Grundstück verkaufen, damit dort ein großes Casino gebaut werden kann. Der Club Paradise wird von den Behörden und der Regierung schikaniert. Zerbe hat sich mit dem Premierminister des Inselstaates kurzgeschlossen. Doch Jack und Ernest lassen sich nicht beirren. In dieser Situation lässt der Premierminister den Club von seinen Soldaten angreifen. Mit Hilfe von Hayes kann Jack den Premierminister aufhalten, zumal Zerbe die Insel mittlerweile fluchtartig verlassen hat. So kann der Club Paradise seine Geschäfte wieder aufnehmen.

## Kritiken
„Überdrehter Slapstick-Film um Korruption und Massentourismus, der sich nur mit viel Reggae-Musik über die Zeit rettet.“

„Harold Ramis inszenierte eine turbulente Musik-Komödie, die leider zu sehr auf ihre Darsteller setzt, anstatt einer durchdachten Story zu folgen. Dennoch sind einige gute Gags dabei.“

## Hintergrund
- Die Hauptrollen waren anfangs für Bill Murray und John Cleese vorgesehen.
- Gedreht wurde in Port Antonio auf Jamaika.
- Der Film spielte brutto 12,3 Millionen Dollar ein.[3]
- Ausstatter Peter Young gewann später (1990 und 2000) zwei Oscars.
- Make-up-Spezialistin Sarah Monzani kam schon oscardekoriert zum Set. Sie gewann ihren Oscar 1983, Ton-Ingenieur Roy Charman 1982.

## Auszeichnungen
- Goldene Himbeere 1987 für Peter O’Toole als schlechtester Nebendarsteller